# La dogaresa
La Dogaresa es una zarzuela de 1920 con música de Rafael Millán Picazo y libreto de Antonio López Monís que fue estrenada en el Teatro Tívoli de Barcelona.

## Personajes
- Marietta: enamorada de Paolo. Soprano lírica.
- Rosina: amiga de Marietta. Mezzosoprano.
- Marco: esposo de Rosina. Barítono.
- Paolo: enamorado de Marietta y condenado por el Dux de Venecia. Tenor lírico.
- Miconne: bufón del Dux.
- Dux: enamorado de Marietta.

## Argumento

### Acto 1
La acción transcurre en Venecia, El Dux preside la ciudad y obra a su antojo, de tal forma que al encapricharse de Marietta decide quitar de en medio a su prometido Paolo.
Gracias al aviso de una hechicera el matrimonio amigo de Paolo, Rosina y Marco, se preparan para frustrar los planes del Dux.

### Acto 2
En las salas de palacio Miconne y el Dux presionan a Marietta para que acepte casarse.
Rosina se ha infiltrado en el palacio disfrazada de hombre y avisa a Marietta de que Paolo la está esperando fuera en una góndola para fugarse juntos, pero son descubiertos y Paolo es condenado a muerte. Según la tradición veneciana solo puede ser perdonado si el viático se cruza con él camino del cadalso. Es una casualidad casi imposible, pero sucede, ya que el viático debe ir a atender a un hombre que agoniza en palacio...quien resulta ser el mismísimo Dux, que ha sido apuñalado por Miconne, secretamente enamorado de Marietta. Al final Paolo se casa con Marietta.